# Pam Burridge
Pam Burridge (n. 26 iulie 1965, Sydney, Noul Wales de Sud, Australia) este o cunoscută sportivă australiană din domeniul surfului, cu o carieră desfășurată pe parcursul anilor '80 și '90 ai secolului XX.
Primul titlu important din carieră l-a obținut în anul 1979. În 1990 a obținut medalia de aur la Campionatul Mondial de Surf. Ea a fost introdusă în Sport Australia Hall of Fame în anul 1995.